# Dragotin Gustinčič
Dragotin Gustinčič, slovenski politik in publicist, * 5. november 1882, Gornja Košana, † 2. avgust 1974, Ljubljana.

## Življenje in delo
Diplomiral je na Visoki šoli za kmetijstvo in gozdarstvo na Dunaju leta 1909, iz tehnike leta 1917 v Zürichu in iz naravoslovja leta 1918 v Ženevi. Leta 1915 je kot politično sumljiv pobegnil pred avstrijskimi oblastmi v Italijo, sodeloval z Jugoslovanskim odborom v Rimu in na Krfu, od 1917 do 1919 je v Švici urejal list La Yougoslavie. Aprila 1920 je bil med ustanovitelji Komunistične partije Jugoslavije v Sloveniji in je deloval v njenih osrednjih organih do leta 1931. Leta 1932 se je preselil v Moskvo in postal član balkanskega sveta Kominterne. Deloval je pod imenom Danilo Golubjov. Po nalogu partije je bil leta 1936 poslan v Španijo, kjer je sodeloval v državljanski vojni. Iz Španije se je vrnil po porazu republikancev leta 1939.
Od 1940 do 1945 je delal najprej na mednarodnem agrarnem inštitutu v Moskvi in nato na zgodovinskem inštitutu sovjetske akademije znanosti. V domovino se je vrnil leta 1945. Kot visoki politični funkcionar je dobil mesto dekana in profesorja na Ekonomski fakulteti v Ljubljani. Leta 1948 so ga zaradi podpiranja Stalina in resolucije Informbiroja obodili na zaporno kazen, izključili iz Komunistične partije in poslali skupaj z ženo na Goli otok. Zaprt je bil od leta 1948 do 1951, večinoma na Golem otoku, od koder so ga izpustili zaradi hudih poškodb. Po izpustitvi iz zapora so mu vrnili članstvo v partiji, vendar so ga izključili iz politike.
Bil je poročen z Anico Lokar, sestro pisatelja Danila Lokarja, s katero je imel dva sinova. Najstarejši je bil znani slovenski novinar Jurij Gustinčič, mlajši Ilija Gustinčič.

### Gustinčič in knjigaRazvoj slovenskega narodnega vprašanja
Gustinčič je leta 1933 v Moskvi napisal rokopis z naslovom Das nationale Problem der Slowenen, kar je izhajalo v presledkih in v različnih jezikih po raznih komunističnih časopisih; to naj bi pozneje prepisal in pod svojim imenom ter naslovom Razvoj slovenskega narodnega vprašanja (Ljubljana, 1939) izdal Edvard Kardelj. Nekateri so mnenja, da analiza tega ni potrdila; nasprotno, zgodovinar France Filipič, ki je prebral oba teksta trdi: »Gre za dva popolnoma različna teksta. ... Lahko ... zatrdim, da so očitki na Kardeljev račun neutemeljeni. In tisti, ki tako pišejo, so v zmoti.«
Aleksander Zorn pa vendarle meni, da je avtor knjige o slovenskem narodnem vprašanju prvi slovenski komunist in mož Anice Lokarjeve Dragotin Gustinčič, le da je delo izšlo pod avtorstvom Edvarda Kardelja - Speransa. "Šlo je za preprosto krajo avtorskega dela, zgodovinarji pa se tega dejstva ves čas izogibajo".